# Carl Gammeltoft
 Der er for få eller ingen kildehenvisninger i denne artikel, hvilket er et problem. Du kan hjælpe ved at angive troværdige kilder til de påstande, som fremføres i artiklen.

Carl Christian Gammeltoft (født 20. september 1855 i København, død 1. februar 1934 sammesteds) var en dansk konferensråd og direktør for De Danske Sukkerfabrikker.

## Ungdom
Gammeltoft var søn af skolemand, senere borgmester, etatsråd Christian Gammeltoft og Cathrine f. Nimb. Han blev student fra Metropolitanskolen i 1874 og kom dernæst i handelslære hos et af datidens mest ansete firmaer, H. Puggaard & Co., der var tilknyttet De Danske Sukkerfabrikker. Her tiltrak han Gammeltoft C. F. Tietgens opmærksomhed, som gjorde ham til sin sin udvalgte lærling. Han rejste efter fire år på udlandsophold, hvor han dygtiggjorde sig i de førende handelshuse i Tyskland og England, bl.a. Lloyd i London. Ved sin hjemkomst i 1881 blev han ansat som prokurist i sukkerfabrikkerne, og året efter overtog han som 27-årig Rudolph Puggards stilling som forretningsdirektør.

## De Danske Sukkerfabrikker
Gammeltoft var sukkerfabrikkernes merkantile leder, mens G. A. Hagemann var teknisk direktør. Det var det nære samarbejde mellem disse to dygtige mænd, og mellem dem og formanden for fabrikkernes bestyrelse, C. F. Tietgen, der blev afgørende for firmaets succes. Firmaet udviklede sig hastigt under deres fælles ledelse på trods af den almindelige konjunkturkrise i 1880'erne, der ramte landbruget hårdt, og med indførelsen af dansk puddersukker gjordes Danmark tillige selvforsynende med sukker.
Hagemann fratrådte sin stilling som direktør i 1897, mens Gammeltoft fortsatte indtil 1920, da han på grund af sit svage helbred trak sig tilbage som en rig mand. Han fortsatte imidlertid som formand og bestyrelsesmedlem i adskillige bestyrelser. Han var således bl.a. formand i Nye Danskes Kontrolkomité, Kontrolkomitéen for Kastrup Glasværk, Assuranceforeningen samt kurator for Det Kongelige Vajsenhus, næsteformand i Bikubens repræsentantskab og beklæde en række lignende tillidshverv. Gammeltoft overtog i 1927 formandsposten i Bankrådet efter grosserer Harald Klitgaard. Privatbanken befandt sig i disse år i store økonomiske vanskeligheder og måtte foretage en kortvarig lukning, men ved Gammeltofts hjælp kunne banken rekonstrueres. Også sporten viste Gammeltoft interesse. Han havde således i en årrække sæde både i bestyrelserne for Københavns Tennishal og for Boldklubben af 1893.  
Gammeltoft var bosat i Slotsholmsgade i København og opførte desuden i 1918 en imponerende sommervilla i Vedbæk, Rosenlund, tegnet af arkitekt Sven Risom.  Han var konferensråd, kommandør af Dannebrog af 1. grad og findes gengivet på P. S. Krøyers maleri Fra Københavns Børs

## Familie
Carl Gammeltoft giftede sig i 1882 med Henriette Marie f. Herforth, datter af overretsprokurator Christian Herforth. Parret fik tre sønner, læge Svend Aage Gammeltoft, højesteretsdommer Poul Gammeltoft samt Carl Gammeltoft, som ligeledes blev direktør for De Danske Sukkerfabrikker og ægtede en datter af professor Carl Torp. To døtre giftede sig henholdsvis med bankier Paul Hagemann og ingeniør Sverre Malm, søn af den norske veterinærinspektør, Ole Olsen Malm.